# 鼓匠乡
鼓匠乡是中国四川省武胜县下辖乡，位于武胜县北部，邻三溪、鸣钟、沿口、石盘和岳池县的排楼等乡。面积24.6平方公里，乡人民政府驻鼓匠铺。

## 历史沿革
清属升平里鼓匠铺，民国废场设鼓匠乡。

## 行政区划
鼓匠乡下辖以下地区：
芋子塘村、七里半村、万水村、明阁村、东原村、观音岩村、鹤林村、三洞桥村、油菜湾村、新观村、星桥村、狮子梁村、八洞桥村和大田湾村。

## 教育
鼓匠初中、鼓匠小学、万水小学和村小12所。